# Смбат II Багратуні
Смбат II Багратуні (вірм. Սահակ Ա Բագրատունի; д/н —бл. 381) — державний і військовий діяч царства Велика Вірменія.

## Життєпис
Онук Смбата I, засновника роду Багратуні, син Баграта I, 1-го носія посади тагадіра (коронопокладача).
371 року відзначився в битві біля Багавану (відома також як битва при Дзіраві), де римо-вірменське військо завдало поразки персо-албанському на чолі із царем Шапуром II. В подальшому разом з Мануїлом Маміконяном здолав повсталого нахарара Менужана Арцруні. Подальша доля невідома.